# FDP Basel-Stadt
Die Basler FDP.Die Liberalen oder FDP Basel-Stadt (früher Freisinnig-Demokratische Partei Basel-Stadt) ist eine liberale politische Partei im Kanton Basel-Stadt. Sie gehört der «FDP.Die Liberalen Schweiz» an, wie auch die Liberal-Demokratische Partei Basel-Stadt. Die zwei Basler liberalen Kantonalparteien blieben voneinander unabhängig, als ihre gemeinsame Mutterpartei 2009 (durch die Fusion der Freisinnig-Demokratischen Partei Schweiz und der Liberalen Partei Schweiz) gegründet wurde. Die FDP Basel ist mit 6,9 % bei der Nationalratswahl 2023 die schwächste Regionalpartei der FDP. Im nationalen Schnitt liegt die Partei bei knapp 15 %. 
Parteipräsident der Basler FDP.Die Liberalen ist Johannes Barth aus Basel (seit 2021).

## Ziele und Programm
Die FDP Basel-Stadt beschreibt sich selbst als eine liberale Partei, die als ihr Ziel angibt, allen Bürgerinnen und Bürgern ein Höchstmass an persönlicher Freiheit und möglichst viel Eigenverantwortung zu übertragen. Als ihre zentralen liberalen Ideale bezeichnet sie im nationalen Parteiprogramm Freiheit, Gemeinsinn und Fortschritt. Diese Grundwerte sollen auch die Errungenschaften der modernen Schweiz, wie liberale Wirtschafts- und Gesellschaftsordnung, direkte Demokratie, Föderalismus, Rechtsstaatlichkeit, Milizsystem oder Weltoffenheit, stützen.
Die FDP propagiert, statt Bevormundung der Bevölkerung durch übermässige Vorschriften und strikte staatliche Planungen, statt wachsender Inanspruchnahme von Leistungen des Kantons (Staatsquote) einen lösungsorientierten und wettbewerbsfähigen Staat zu fördern, der durch permanente Überprüfung und Limitierung seiner Aufgaben und Ausgaben handlungsfähig bleibt. Im Jahr 2024 lancierte die FDP Basel eine Kaufkraft-Initiative. Ziel war es durch Steuersenkungen einem weiteren Wegzug aus der Stadt entgegenzuwirken. Sie fordert marktwirtschaftliche Rahmenbedingungen für Wirtschaft und Gewerbe Basels, die dadurch auch Arbeitsplätze vermehren und Sozialwerke sichern können. Die FDP befürwortet die Kostenneutralität der Zentrumsleistungen des Kantons. Als liberale Partei erklärt sie auch Solidarität, Toleranz und Gemeinschaftsgefühl für wichtig, doch dürfen diese nicht einfach vom Staat verordnet werden. Die FDP Basel ist die Partei mit dem geringsten Frauenanteil im Grossen Rat. Am 4. Juni 2024 zog Silvia Schweizer in den Grossen Rat ein und ersetzte Andreas Zappalà.

## Mandatsträger
Exekutivorgane
- Bürgerrat der Bürgergemeinde von Stadt Basel: Fabienne Beyerle, Bürgerrätin seit 2014, Präsidentin des Bürgerrates 2018/19
- Gemeinderat der Stadt Riehen: Silvia Schweizer, Vizepräsidentin seit 2022, Gemeinderätin seit 2014 (früher FDP-Fraktionspräsidentin im Riehener Einwohnerrat)
- Gemeinderat der Stadt Bettingen: Eva Biland Morath, Vizepräsidentin (bis 2023), Daniel Schoop

Legislative
- Grosser Rat des Kantons Basel-Stadt[9]

FDP-Mitglieder des Grossen Rates (7 Grossräte): Erich Bucher, Fraktionspräsident (seit 2020, Ratsmitglied seit 2013), Beat Braun-Galacchi (seit 2015), David Jenny (seit 2013, Grossratspräsident 2021/22), Christian C. Moesch (seit 2023), Daniel Seiler (seit 2023), Luca Urgese (seit 2014, Präsident Basler FDP 2015–2020), Andreas Zappalà (seit 2011, Einwohnerratspräsident Riehen 2020/2022, Grossrats-Fraktionspräsident 2012–2019).
- Bürgergemeinderat der Stadt Basel[10]

FDP-Mitglieder des Basler Bürgergemeinderats: Fabienne Beyerle Bürgerrätin (seit 2014), Walter Brack, Christian Egeler (seit 2017, Grossratspräsident 2014/15), Daniel Stolz (Nationalrat 2012–2016, Präsident Basler FDP 2005–2015). Sie bilden mit der LDP eine gemeinsame Fraktion (FDP/LDP), deren Präsidentin Christine Wirz-von Planta (LDP) ist.
- Einwohnerrat der Stadt Riehen[11]

FDP-Mitglieder des Einwohnerrates: Carol Baltermia (seit 2021), Marcel Hügi (seit 2021), Barbara Näf (seit 2023), Dieter Nill (seit 2011), Thomas Ribi (2023).

## Parteiorganisation
Das oberste Gremium der FDP Basel-Stadt ist der Parteitag. An den mehrmals im Jahr stattfindenden Parteitagen werden Parolen (Empfehlungen) zu den kantonalen und eidgenössischen Abstimmungsvorlagen gefasst und Kandidaten für jegliche Wahlen aufgestellt. Die jährlich einmal einberufene Generalversammlung wählt den Vorstand der Basler FDP, der strategische und parteipolitische Entscheidungen trifft. Von Amtes wegen (ex officio) gehören die FDP-Mitglieder des basel-städtischen Regierungsrates und des Bundesparlamentes sowie der Präsident der FDP-Grossratsfraktion dem Parteivorstand an. Die Generalversammlung genehmigt auch den Jahresbericht des Vorstandes.
Parteivorstand
Johannes Barth (Präsident), Tamara Alù, (Vizepräsidentin. Präsidentin FDP Frauen BS), Eva Biland Morath (Vizepräsidentin, ehemalige Bettinger Gemeindevizepräsidentin), Erich Bucher (Präsident FDP-Grossratsfraktion), Stefan Inderbinen (Kassier), Mathis Heuss, Christoph Holenstein, Richard Hubler, Urs-Ulrich Katzenstein, Isabelle Mati, Zerina Rahmen, Jonas Lüthy (Präsident Jungfreisinnige BS), Dominik Tschudi.
Gliederung und Gruppierungen
Die FDP Basel-Stadt ist in folgende Sektionen (frühere Quartiervereine) unterteilt, die den kantonalen Wahlkreisen entsprechen:
- Grossbasel-Ost, Präsidentin: Isabelle Mati
- Grossbasel-West, Co-Präsidium: Baykan Oezmen, Vojin Rakic
- Kleinbasel, Präsident: Daniel Seiler
- Riehen, Präsident: Carol Baltermia

Eigenständige, der Partei nahestehende Gruppierungen in Basel-Stadt sind:
- FDP Frauen Basel-Stadt, Präsidentin: Tamara Hunziker
- Jungfreisinnige Basel-Stadt, Präsident: Jonas Lüthy

## Parteigeschichte

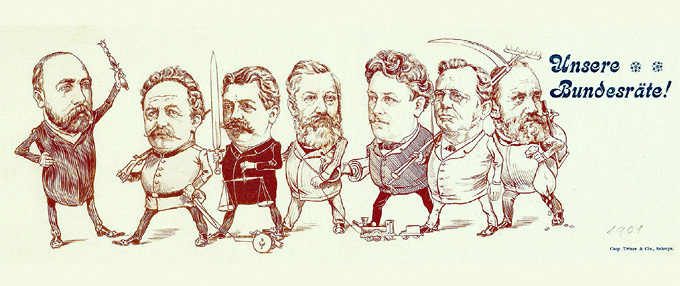
Bundespräsident Ernst Brenner FDP/BS (links) mit dem Gesamtbundesrat, 1901 (aus einer damaligen Zeitung)

Die liberal-radikale Parteiströmung formierte sich in Basel von den 1840er-Jahren an als Opposition gegen den extremen Föderalismus und Antiliberalismus der Führungsschicht. In den 1860er-Jahren arbeiteten die Radikalen eng mit der Basler Sektion der sozialistischen Ersten Internationale zusammen.
1869 gründeten mehrere basel-städtische freisinnige Vereine einen locker organisierten Dachverband, den Verein der Liberalen Basler (Vereinigte Liberale). Die eigentliche Gestaltung der Parteipolitik des Verbands lag bei dessen Grossratsfraktion, dem Verein der liberalen Grossräte. Die wichtigsten Persönlichkeiten der Gründungszeit waren Wilhelm Klein, erster Präsident des Dachverbandes, Grossratspräsident (1862, 1865), Regierungsrat (1875–1878, 1881–1887) und Nationalrat (1863–1878, 1881–1887); Christian Friedrich Göttisheim, Gründungspräsident der landesweit organisierten FDP Schweiz (1894–1896), Ständerat (1881–1896) und Ständeratspräsident (1891); Ernst Brenner, der bisher einzige Basler freisinnige Bundesrat (1897–1911) und Bundespräsident (1901, 1908), Hermann Kinkelin, Grossrat (1867–1902), Grossratspräsident (1877/1879) und Nationalrat (1890–1899).
Anlässlich der Gründung der FDP Schweiz (1894) organisierte sich der Verein der Liberalen Basler zu einer kantonalen politischen Partei um, unter dem Namen Freisinnig-demokratische Partei Basel. Ihr erster Präsident wurde der damalige Grossratspräsident Paul Scherrer, späterer Ständerat (1886–1919), Ständeratspräsident (1907/08) und Präsident der FDP Schweiz (1904–1907). 1882 wurde der erste Quartierverein der FDP Basel gegründet, der Spalen- und Stadtquartierverein. Ein Jahr später entstand die nächste Quartiersektion, der Verein Freisinniger Kleinbasler, dessen Gründungspräsident (1883–1888) der damalige Ständerat Christian Friedrich Göttisheim war, der 1894 erster Präsident der FDP Schweiz wurde.
Ehemalige Parteipräsidenten
Johannes Barth (2021), Luca Urgese (2015–2021), Daniel Stolz (2005–2015), Urs Schweizer (1997–2005), Michael Pfeifer (1993–1997), Adolf Bucher (1988–1993), Dieter Mohr (1984–1988), Hans-Rudolf Striebel (1980–1984), […] Paul Scherrer.
Ehemalige Regierungsräte
Baschi Dürr (2013–2021, Vize-Regierungspräsident 2019–2021), Hanspeter Gass (2006–2013), Jörg Schild (1992–2006), Stefan Cornaz (1995–1999), Hans-Rudolf Striebel (1984–1995), Kurt Jenny (1972–1992), Arnold Schneider (1966–1984), Otto Miescher (1962–1972), Alfred Schaller (1950–1966), Edwin Zweifel (1934–1962), Richard Calini (1923–1925), Friedrich Aemmer (1911–1934), Armin Stöcklin (1907–1919), Albert Burckhardt (1902–1910), Heinrich David (1897–1910), Heinrich Reese (1894–1907), Richard Zutt (1887–1911), Rudolf Philippi (1887–1902), Ernst Brenner (1884–1897), Johann Jakob Burckhardt (1881–1887), Rudolf Falkner (1875–1894), Karl Burckhardt (1875–1893), Carl Burckhardt-Burckhardt (1875–1881), Niklaus Halter (1875–1886), Wilhelm Klein (1875–1878; 1881–1887). Siehe auch Liste der Regierungsräte des Kantons Basel-Stadt.
Ehemalige Nationalräte
Daniel Stolz (2012–2016), Peter Malama (2007–2012), Urs Schweizer (2006–2007), Johannes Randegger (1995–2006), Stefan Cornaz (1994–1995), Paul Wyss (1977–1994), Arnold Scheider (1967–1971), Alfred Schaller (1947–1977, Ratspräsident 1966/67), Max Imboden (1965–1967), Alfred Gasser (1960–1965), Eugen Dietschi (1941–1960, Ratspräsident 1958/59), Victor Emil Scherer (1929–1941), Karl-Oskar Schär (1917–1929), Christian Rothenberger (1908–1919), Emil Göttisheim (1905–1919), Johann Emil Müry (1902–1911), Otto Zoller (1902–1905), Heinrich David (1899–1908), Hermann Kinkelin (1890–1899), Ernst Brenner (1887–1897, Ratspräsident 1894/95), Wilhelm Klein (1863–1878, 1881–1887). Siehe auch Liste der Nationalräte des Kantons Basel-Stadt.
Ehemalige Ständeräte
Eugen Dietschi (1960–1967), Ernst Alfred Thalmann (1928–1935), Victor Emil Scherer (1919–1925), Paul Scherrer (1896–1919, Ratspräsident 1907/08), Christian Friedrich Göttisheim (1881–1896, Ratspräsident 1891/92), Wilhelm Klein (1881). Siehe auch Liste der Ständeräte des Kantons Basel-Stadt.
Ehemaliger Bundesrat
Ernst Brenner (1897–1911, Bundespräsident 1901, 1908).
Ehemalige Grossratspräsidenten
David Jenny (2021/22), Christian Egeler (2014/15), Bruno Mazzotti (2005), Rudolf Grüninger (1999), Jürgen Zimmermann (1992), Adolf Bucher (1987/88), Werner Rihm (1981/82), Werner Kim (1976–1977) […] Eugen Dietschi (1949), […] Victor Emil Scherrer (1916), Emil Angst (1914), Emil Göttisheim (1904), Paul Scherrer (1894, 1896, 1906), Hermann Kinkelin (1879), Wilhelm Klein (1862, 1865).
Ehemalige Grossrats-Fraktionspräsidenten
Stephan Mumenthaler (2019–2020), Andreas Zappalà (2012–2019), Christophe Haller (2006–2012), Daniel Stolz (2000–2006, Vize-Grossratspräsident 2012/13), Christine Heuss.
Ehemalige Bürgerratspräsidenten (Exekutive)
Fabienne Beyerle (2018/19), Paul von Gunten (2012–2013), Felix Riedtmann (1998/99), Christine Heuss (1995/96), Dieter Staehelin (1991/92).
Ehemalige Bürgergemeinderatspräsidenten (Legislative)
Heidi Keller (2007/2008), Felix Riedtmann (2004/2005), Christophe Haller (2001/02), Eva Lichtenberg (1990/91).
Ehemalige FDP-Fraktionspräsidenten des Bürgergemeinderates
Markus Grolimund (2011/12)
Ehemaliger Verfassungsratspräsident
Max Pusterla (2004/2005).